# 世界気象機関
世界気象機関（せかいきしょうきかん、英: World Meteorological Organization; WMO、仏: Organisation Météorologique Mondiale; OMM）は、国際連合の専門機関の一つで、気象事業の国際的な標準化と改善および調整、並びに各加盟国・地域間における気象情報・資料の効率的な交換の奨励を主な業務としている。本部はスイスのジュネーヴにあり、国連開発グループ (UNDG) の一員である。
1873年に創立された政府間組織である国際気象機関 (International Meteorological Organization; IMO) が発展的に解消し、1947年に世界気象機関条約が採択され、1950年3月23日にWMOとして設立された。翌年、気象学（気象と気候）およびオペレーショナル水文学等、これらに関連する地球物理学の分野における国際連合の専門機関として登録された。
2020年3月現在、世界の186の国と6の地域が参加している。日本は1953年9月10日に加盟した。

## 組織
意思決定機関として、4年毎に開催される世界気象会議 (World Meteorological Congress) および年に一度開催される執行理事会 (Executive Council) がある。
また執行機関として総裁の下に事務局、専門委員会、地区協会を置く。
- 総裁 (President)
  - 副総裁 (Vice-Presidents)
  - 事務局 (Secretariat)
  - 専門委員会 (Technical Commissions)
    - 基礎組織委員会 (Commission for Basic Systems; CBS)
    - 測器・観測法委員会 (Commission for Instruments and Methods of Observation; CIMO)
    - 水文委員会 (Commission for Hydrology; CHy)
    - 大気科学委員会 (Commission for Atmospheric Sciences; CAS)
    - 航空気象委員会 (Commission for Aeronautical Meteorology; CAeM)
    - 農業気象委員会 (Commission for Agricultural Meteorology; CAgM)
    - 気候委員会 (Commission for Climatology; CCl)
    - 合同海洋・海上気象委員会 (Joint WMO-IOC Commission for Oceanography and Marine Meteorology; JCOMM)

  - 地区協会 (Regional Associations)
    - 第Ⅰ地区協会（アフリカ）
    - 第Ⅱ地区協会（アジア）
    - 第Ⅲ地区協会（南アメリカ）
    - 第Ⅳ地区協会（北アメリカ、中央アメリカ）
    - 第Ⅴ地区協会（南西太平洋）
    - 第Ⅵ地区協会（ヨーロッパ）

8つの専門委員会はWMOや加盟国・地域の気象当局に技術的勧告を提供し、事務局長の管理下で事務局は約250人の正規職員と共にWMOの活動を支援し、調整する。

## 事業

### WMO科学技術プログラム
- 世界気象監視計画 (World Weather Watch; WWW) - 気象観測データの共有および集積を世界的に推進する。1963年に開始。
- 世界気候計画 (World Climate Programme; WCP) - 気候変動に関係する学術研究や調査を推進するために立案・実施されている国際的な計画。1979年に開始。
- 全球大気監視計画 (Global Atmosphere Watch; GAW) - 温室効果ガス、オゾン層、エアロゾル、酸性雨など、地球環境に関わる大気成分を地球規模で観察し、科学的な情報を提供する国際観測計画。1989年に開始。
- 世界気象研究計画 (World Weather Research Programme; WWRP)
- 気象学応用計画 (Applications of Meteorology Programme; AMP)
- 水文・水資源研究計画 (Hydrology and Water Resources Programme; HWRP)
- 教育訓練計画 (Education and Training Programme; ETRP)
- 技術協力計画 (Technical Cooperation Programme; TCP)
- 地域計画 (Regional Programme; RP)
- 宇宙計画 (WMO Space Programme; SAT)
- 災害リスク軽減計画 (Disaster Risk Reduction Programme; DRR)

### 共同プログラム
- 気候変動に関する政府間パネル (Intergovernmental Panel on Climate Change; IPCC) - 国際連合環境計画と共同。1988年に開始。
- 世界気候研究計画 (World Climate Research Programme; WCRP) - ユネスコ政府間海洋学委員会および国際科学会議と共同。
- 全球気候観測システム (Global Climate Observing System; GCOS) - 国連環境計画、ユネスコ政府間海洋学委員会および国際科学会議と共同。全球地球観測システム (Global Earth Observation System of Systems; GEOSS) の一部。
- 全球海洋観測システム (Global Ocean Observing System; GOOS) - 国連環境計画、ユネスコ政府間海洋学委員会および国際科学会議と共同。

### その他の主なプロジェクト
- データブイ協同パネル (Data Buoy Cooperation Panel; DBCP) - 海上に展開する各国の海洋気象ブイの共同運用促進を図る - DBCP
- 水文運用多目的システム (Hydrological Operational Multipurpose System; HOMS) - HOMS
- 統合洪水管理 (Integrated Flood Management; IFM) - 洪水の未然防止や被害の軽減に関する提言・勧告を行う - IFM
- 水文情報レファラルサービス (Hydrological Information Referral Service; INFOHYDRO) - 水資源の環境評価や開発・管理を支援するため、加盟国・地域の専門家や公的機関・企業に水文学に関する情報を提供する - INFOHYDRO
- シビア・ウェザー情報センター (Severe Weather Information Centre; SWIC) - 台風・豪雨/豪雪・竜巻など、災害発生の危険性を伴うような世界の気象に関する情報を提供する。オンラインサービスは香港天文台が運営。 - SWIC
- 世界農業気象情報サービス (World AgroMeteorological Information Service; WAMIS) - これまでにWMOの参加メンバー間で提起された農業に関する議題、問題等の断片を収集・集積し、公開する - WAMIS
- 世界水循環観測システム (World Hydrological Cycle Observing System; WHYCOS) - 水文学分野に関するデータの自由かつ国際的な交換の促進 - WHYCOS
- 情報システム (WMO Information System; WIS) - 気象情報を自由に、制限なく交換できるような国際的システム構築の推進 - WIS
- 統合全球観測システム (WMO Integrated Global Observing System; WIGOS) - 既存の全球観測システム (GOS) と世界気象監視計画 (WWW) および全球大気監視計画 (GAW) を一体的に運用する試み - WIGOS
- 極地（南極および北極）の観測・研究活動 (Polar Observations, Research and Services; PORS) - PORS
- 世界各地の気象情報提供サービス (World Weather Information Service; WWIS) - WWIS

### 気候監視
2024年の気候について、同機関は報告において世界平均気温が産業革命前比で約1.55℃上昇し、観測史上最も高温の年となったと確定した。この文脈で、国連事務総長アントニオ・グテーレスが気候危機の深刻性を警告して「地球温暖化の時代は終わり、地球沸騰化の時代が到来した」と述べたことも注目された。

## 気象情報交換の促進

### 航空気象
WMOは、気象に関する情報を必要とする国際民間航空機関 (ICAO) などと連携して、多くの気象業務に関する規定を定めている。ICAOと共同で世界空域予報システム (World Area Forecast System; WAFS) を設立し、ロンドンとワシントンを拠点に世界空域予報センターを設置（指定）して航空気象情報を提供している。
- 世界空域予報中枢 (World Area Forecast Centre; WAFC) - 2ヶ所

| 名称                       | 担当機関           | 本部所在地                    |
| -------------------------- | ------------------ | ----------------------------- |
| ロンドン世界空域予報中枢   | イギリス気象庁     | イギリス エクセター           |
| ワシントン世界空域予報中枢 | アメリカ国立気象局 | アメリカ合衆国 ワシントンD.C. |

### 指定気象機関
WMOの科学計画のうち、特に重要なものとして世界気象監視計画 (WWW) があり、各国の気象機関が実施している観測、気象通信、データ処理および予報センターの機能を統合し、より気象情報等を効率的に提供することを目的としている。特に、全球的・地域的なレベルの気象情報を各国気象機関へ提供する為、世界気象センター (WMC) および地域特別気象センター (RSMC) をそれぞれ指定し、各国気象機関間で効率的な情報交換が行われるよう調整している。

#### WMC
- 世界気象中枢 (World Meteorological Centre; WMC) - 3ヶ所
  -  メルボルン（オーストラリア気象局） - 南半球のみ
  -  モスクワ（ロシア水文気象環境監視局）
  -  ワシントンD.C.（アメリカ国立気象局）

#### RSMC
- 地域特別気象中枢 (Regional Specialized Meteorological Centre; RSMC) - 25ヶ所

| - アルジェ（アルジェリア国立気象局） - ウェリントン（ニュージーランド気象局） - エクセター（イギリス気象庁） - オッフェンバッハ（ドイツ気象局） - カイロ（エジプト気象局） - ジッダ（サウジアラビア気象環境省） - ダーウィン (オーストラリア気象局） - ダカール（セネガル国立気象局） - タシュケント（ウズベキスタン水文気象局） - チュニス/カサブランカ（チュニジア国立気象研究所） - 東京（気象庁） - ナイロビ（ケニア気象局） - ニューデリー（インド気象局） | - ノヴォシビルスク（ロシア水文気象環境監視局） - ハバロフスク（ロシア水文気象環境監視局） - ブエノスアイレス（アルゼンチン国立気象局） - ブラジリア（ブラジル国立気象研究所） - プレトリア（南アフリカ気象局） - 北京（中国気象局） - マイアミ（国立ハリケーンセンター） - メルボルン（オーストラリア気象局） - モスクワ（ロシア水文気象環境監視局） - モントリオール（カナダ気象局） - ローマ（イタリア気象局） - ワシントン（アメリカ国立気象局） |

以上が地理的な位置関係から地域に特化した機関 (RSMC with geographical specialization) として地域特別気象中枢に指定されている気象機関である。また、ヨーロッパでは広域をカバーしているヨーロッパ中期予報センター (ECMWF) も指定を受けている。
これらの指定されたRSMCの一部および別途に指定された複数の気象機関は、その活動内容に特化した機関 (RSMC with activity specialization) として、特殊な気象観測活動および情報配信の任務を担っている。以下に一覧を記す。
- 地域特別気象中枢 (Regional Specialized Meteorological Centre; RSMC) - 14ヶ所

| - エクセター（イギリス気象庁） - 大気輸送モデリング - オブニンスク（ロシア水文気象環境監視局） - 大気輸送モデリング - 東京（気象庁) - 熱帯低気圧センター、大気輸送モデリング - トゥールーズ (フランス気象局） - 大気輸送モデリング - ナンディ（フィジー気象局） - 熱帯低気圧センター - ニューデリー（インド気象局） - 熱帯低気圧センター - 北京（中国気象局） - 大気輸送モデリング | - ホノルル（中部太平洋ハリケーンセンター） - 熱帯低気圧センター - マイアミ（国立ハリケーンセンター） - 熱帯低気圧センター - メルボルン（オーストラリア気象局） - 大気輸送モデリング - モントリオール（カナダ気象局） - 大気輸送モデリング - レディング（ヨーロッパ中期予報センター） - 熱帯低気圧センター - レユニオン（フランス気象局） - 熱帯低気圧センター - ワシントン（アメリカ国立気象局） - 大気輸送モデリング |

#### NMC
- 国家気象中枢 (National Meteorological Centre; NMC)

各加盟国・地域における中核的な気象機関が指定される。

### その他
観測された気象データや予報データを送受信する気象通報式についても定めている。地上の気象観測地点で気象データの送信方式として用いられているSYNOP、海上の気象観測地点で用いられるSHIP、航空分野で用いられるMETERやTAFのほか、気象衛星のデータを送信する方式など、数十種類がある。それぞれ、二進数で表現するBUFRと文字で表現するCREXの2方式が別々に定められている。

## 賞
- 国際気象機関賞 (IMO賞) - 国際気象機関賞は気象学における顕著な業績に対し授与される。1955年に創設された。最初の受賞者はラグナル・フィヨルトフト (Ragnar Fjortoft) であった。また、2010年には海洋研究開発機構の松野太郎博士が受賞した[11]。
- Professor Dr. Vilho Vaisala Award
- Norbert Gerbier-Mumm International Award
- WMO Research Award for Young Scientists

## 世界気象デー
1950年3月23日に世界気象機関条約が発効されたことを記念して、発足から10周年を迎えた1960年に毎年3月23日を世界気象デー (World Meteorological Day) と定めた。世界気象デーは国際デーの一つであり、毎年同日には気象知識の普及や国際的な気象業務への理解を促すキャンペーンを実施している。

## 加盟国および地域

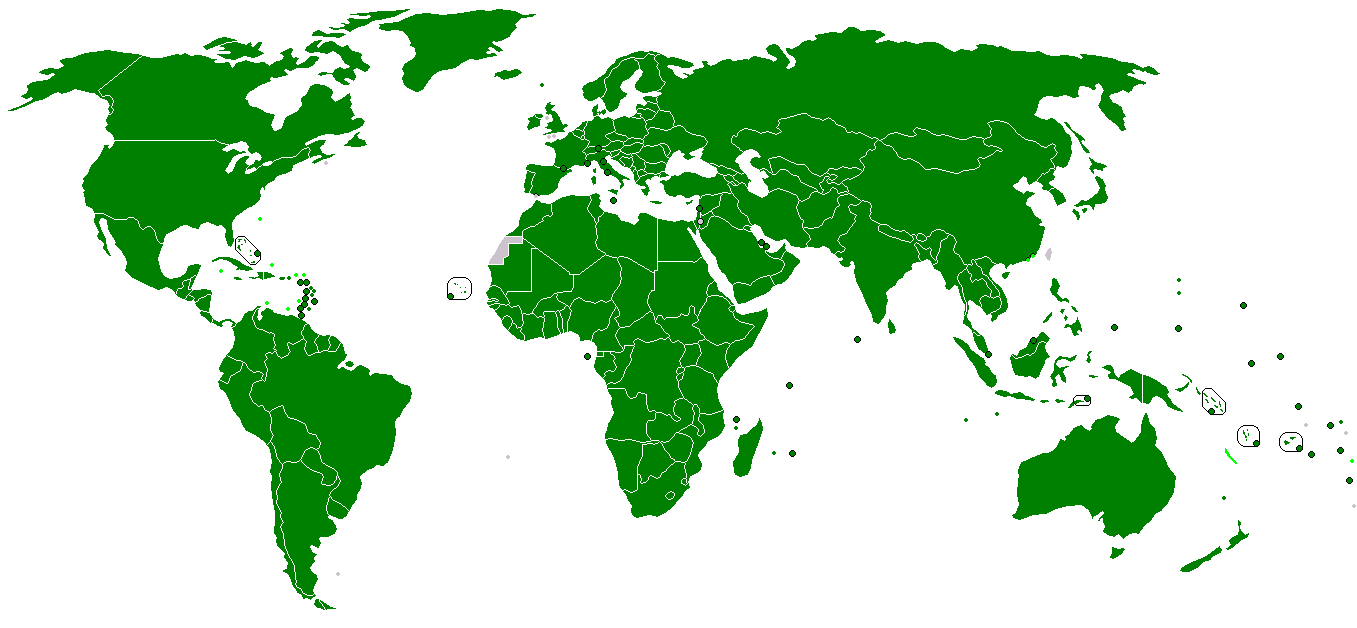
WMO加盟国
WMO加盟地域

2020年3月現在、世界気象機関の加盟メンバーは国連加盟国193か国のうち184の国並びにクック諸島及びニウエの186の国、加えて6つの加盟地域をあわせた192の国と地域である。
国連に加盟しているがWMOには非加盟の国は、グレナダ、赤道ギニア、リヒテンシュタイン、マーシャル諸島、パラオ、セントクリストファー・ネイビス、セントビンセント・グレナディーン、サンマリノ、ツバルの9か国である。
またバチカンおよびその他一部の国々も加盟していない。
加盟地域は、イギリス領カリブ地域（共同気象機関および加盟地域）、フランス領ポリネシア、香港、マカオ、キュラソー島及びシント・マールテン（共同気象事業および加盟地域）、ニューカレドニアである。

## 世界気象機関ができるまでの歴史
気象は人間の感覚が捉えられる範囲よりはるかに大きな現象であり、それを捉えるには大規模な気象観測網と時刻や項目、手法、単位などを統一した組織的な観測を必要とする。当初は各国で国内気象観測網の観測基準や観測時刻などの調整や標準化が行われた。ところが気象の解明や予測には国内観測だけでは不十分で、より広域の観測結果を得るために各国の観測結果の交換が必要となった。
気象分野での国際協力を目的とする最初の国際会合は、1853年にブリュッセルで開催された海洋の気象観測に関する会議だった。これはアメリカ海軍士官だったマシュー・モーリーが全ての国々の海軍と商船を対象にして呼びかけたものだったが、結局は海上の軍艦に対象が絞られた。ブリュッセル会議に参加した10か国の12人の代表のうち、数学者でベルギー王立気象台長のアドルフ・ケトレなど2人を除いて残りは海軍士官だった。ここで軍艦と自発的な商業船舶を対象とする気象観測結果の報告と、測定器や測定方法、報告様式の共通化が決定された 。
1871年に普仏戦争が終わったのを契機に、1872年8月にオランダの気象学者ボイス・バロットなど気象学者52人がドイツのライプチヒに集まって陸上の気象観測に関する初めての国際的な会合が開催された。この会合で測定器の較正と点検、観測時刻、尺度と単位の標準化、電報による情報の相互交換などが話し合われ、気象記号や一部の観測手法の標準化の必要性が合意された。ここで、翌年にウィーンで国際気象会議 (International Meteorological Congress) を政府間の公式会議として開催することが合意された。
初めての国際気象会議は1873年にウィーンで開催された。これには20か国から32名が参加した。この会議では測定器の較正と点検方法、観測時刻、尺度と単位、電報による情報の相互交換などが話し合われた 。この会議で、国際協力に関する問題をさらに検討するためには継続的な委員会が必要であることが認識され、ボイス・バロットなど各国の気象機関の長7名からなる常設委員会 (Permanent Meteorological Committee: PMC) が設立された。1878年10月にユトレヒトで行われた4回目のPMCで、国際的な協力のための機構として国際気象機関 (International Meteorological Organization: IMO) を設置することが決められた 。
第2回国際気象会議は1879年4月にローマで開催された。イタリア政府が主催したこの会議には18か国の政府の代表として40名の著名な気象学者などの科学者が出席した 。この会議でIMOが設立されることが承認され、その主な構成は重要な決定を行う長官会議 (Conference of Directors: CD)、常設委員会 (PMC) から変わった国際気象委員会 (International Meteorological Committee: IMC)、執行理事会 (Executive Council: EC) からなることが決まった。
実質的な運営母体であるIMCは25名の委員とIMO総裁を兼ねた委員長からなり、その役目はこの機関の管理とCDでの決定事項の実施の監督だった。この会議では次の国際気象会議の開催を計画したが、各国政府はその開催に消極的だった。IMCは1891年に第1回のCDをミュンヘンで開催することにしたが、各国政府の意向を受けて、政府代表ではなく著名な気象学者の自主的な会合として開催された。そのためIMOは、その後70年間にわたって国際的な拘束力のない非政府間組織となった。
ミュンヘンのCDで、気象のそれぞれの分野を取扱うための専門委員会 (Technical Commissions: TC) が設立された。これらの委員会がその分野の実質的な作業を担った。このスタイルは世界気象機関 (WMO) となっても続けられた。
IMOは国際条約によって批准された政府間組織ではなかったため、CDで行われた決議には国際的な拘束力はなかった。そのためIMOを国際条約に基づく国際機関にすることが1935年のワルシャワでのCDの頃から検討され始めたが、実現を見ないうちに第二次世界大戦が始まった。IMOの加盟国は1939年には93か国に達していた。
第二次世界大戦の終了後、中断していた気象観測の国際協力を直ちに復活させる必要があったため、1946年2月にロンドンでCDが開催された。そこでの最大の焦点は気象観測に関する戦後の国際協力体制のあり方をどうするかであった。このCDではIMCに気象観測の国際協力のための組織を政府間組織にする検討を要請した。
それを受けて1946年6月のパリで開かれたIMCの会合で、世界気象機関条約の草案が作成された。1947年9月から10月にかけて行われたワシントンでのCDで、世界気象機関条約が合意され、新しい組織は国際連合の中の機関の1つになった。世界気象機関条約は1947年10月に調印され、1950年3月23日に発効した。1951年3月に最後のCDが開催され、非政府間組織であったIMOは、1951年3月17日に国際連合の中の専門機関として世界気象機関 (WMO) となった。